# Trichocera thaumastopyga
Trichocera thaumastopyga är en tvåvingeart som beskrevs av Alexander 1960. Trichocera thaumastopyga ingår i släktet Trichocera och familjen vintermyggor. Inga underarter finns listade i Catalogue of Life.